# Andrés Roca Rey
 (octobre 2018).
Si vous disposez d'ouvrages ou d'articles de référence ou si vous connaissez des sites web de qualité traitant du thème abordé ici, merci de compléter l'article en donnant les références utiles à sa vérifiabilité et en les liant à la section « Notes et références ».
Andrés Roca Rey (Lima, 21 octobre 1996) est un matador péruvien. Sa passion du taureau lui vient de sa famille, notamment du côté de son père. Il est le frère cadet de Fernando Roca Rey, également matador. Son oncle José Antonio a été rejoneador durant de longues années, et son grand-père a travaillé dans l'administration taurine à Lima.

## Hommage
Le réalisateur Albert Serra lui consacre le documentaire Tardes de soledad qui est récompensé de la Coquille d'or du meilleur film au festival de Saint-Sébastien 2024,.